# Mariam Aslamazian
Mariam Arshaki Aslamazian, en russe : Асламаз́ян Мариа́м Арша́ковна, née le 20 octobre 1907 à Gyumri et morte le 16 juillet 2006 à Moscou, est une peintre arménienne. Elle est inhumée au Panthéon Komitas à Erevan.

## Carrière
Née à Alexandropol (l'actuelle Gyumri, Mariam Aslamazian était parfois surnommée La « Frida Kahlo arménienne » en raison de caractéristiques esthétiques communes de leurs peintures. Elle est une des représentantes de l'école arménienne de nature morte. Sa sœur Yeranuhi Aslamazian était également peintre.
Une importante collection des œuvres des deux sœurs est maintenant conservée dans leur ville natale.
Aslamazian était l'élève de Stepan Aghajanian (en) et de Kouzma Petrov-Vodkine.